# Des recherches supplémentaires sont nécessaires

Un graphique en forêt est un outil utilisé pour déterminer si des recherches supplémentaires sont effectivement nécessaires après une revue de la littérature existante. Les études dont les résultats sont représentés à droite de la ligne verticale ne sont pas concluantes. Dans l'exemple présenté ici on constate que les données rassemblées sont à la fois suffisantes et probantes. Nous pouvons conclure qu'à partir de ces données probantes, des recherches supplémentaires ne sont pas nécessaires.

La phrase « des recherches supplémentaires sont nécessaires » et ses variantes (abrégée FRIN en anglais pour "further research is needed") est souvent employée dans les articles publiés dans des revues scientifiques. Cette expression stéréotypée est tellement répandue qu'elle a elle-même fait l'objet de recherches et a vu son utilisation parfois régulée dans certaines publications.

## Signification
En raison de sa redondance, certaines revues scientifiques ont proscrit l'utilisation de la phrase "plus de recherche est nécessaire". En effet, cette expression peut apparaître comme un truisme puisqu'elle peut être utilisée dans la conclusion de la plupart des articles scientifiques.
En 2004, une méta-analyse menée par l'organisation Cochrane a examiné un échantillon représentatif d'articles portant sur des revues systématiques dans des journaux scientifiques de sciences médicales liés à l'organisation. Les résultats ont montré que 93% des articles étudiés contenaient la phrase "plus de recherche est nécessaire" ou une expression équivalente. Cette étude met en garde contre le risque que cette phrase perde de sa signification et ne soit plus en mesure d'orienter efficacement les recherches futures. De plus, elle n'a relevé aucune corrélation entre la présence de cette phrase et le poids des preuves décrites dans les articles. Les auteurs qui pensent qu'un traitement médical est inutile sont tout aussi susceptibles de recommander des recherches plus approfondies.
En effet, les auteurs recommandent souvent que davantage de recherches soient entreprises, même lorsque les preuves existantes laissent peu de chance à ces recherches d'être approuvées par un comité d'éthique.
L'affirmation "davantage de recherches sont nécessaires" est parfois utilisé dans les études qui concluent à l'absence d'effet notable d'un traitement par ceux qui sont convaincus a priori de l'efficacité de celui-ci. De leur point de vue, l'efficacité est réelle mais n'a simplement pas encore pu être mise en évidence. Or, s’il est possible de démontrer qu'un effet est non significatif, il n'est jamais possible de démontrer son inexistence. Pour cela, il faudrait disposer d'un protocole parfait qui teste toutes les situations possibles ainsi que d'outils de mesure ayant une précision infinie, ce qui est matériellement impossible. Pour Trish Greenhalgh, professeure de soins de santé primaires à l'Université d'Oxford, l'expression « des recherches supplémentaires sont nécessaires » est souvent utilisée pour signifier qu'un "manque de preuves solides pour soutenir l'hypothèse initiale est interprété comme une preuve que les efforts d'investissement doivent être redoublés". Autrement dit, plutôt que de remettre en question l'hypothèse initiale, le manque de preuves est interprété comme un signe qu'il faut intensifier les efforts d'investissement pour trouver plus de preuves. Elle ajoute qu'il s'agit d'un moyen utilisé pour ne pas bouleverser les espoirs et faire face à un coût irrécupérable. Pour elle, le fait de trouver cette expression dans un article est "un indicateur que la réflexion scientifique sérieuse sur le sujet a cessé", puisque "ce n'est presque jamais la seule conclusion logique qui peut être tirée à partir d'un ensemble de données négatives, ambiguës, incomplètes ou contradictoires".

## Réception de la phrase
Greenhalgh critique l'utilisation de phrases stéréotypées telles que "davantage de recherches sont nécessaires" car elle estime que cela favorise l'immobilisme en concentrant continuellement les ressources matérielles et humaines sur les mêmes sujets de recherche. Elle suggère de limiter les financements à ceux qui encouragent cette logique, et de réfléchir davantage au développement de méthodes permettant d'orienter plus efficacement les moyens de recherche. Selon elle, il est important d'adopter une approche plus critique et réflexive de la recherche scientifique afin d'éviter les impasses et de maximiser l'utilisation des ressources,.
Depuis les années 1990, de nombreuses revues universitaires ont banni l'utilisation insuffisamment justifiée du type "davantage de recherches sont nécessaires", exigeant plutôt des informations plus spécifiques telles qu'une description détaillée des recherches estimées nécessaires ou les questions auxquelles elles devaient répondre. Les chercheurs eux-mêmes recommandent fortement que les articles publiés apportent des détails quant aux recherches jugées nécessaires dans leur conclusion,. Cette tendance est devenue la norme dans certains domaines d'études,. En outre, d'autres commentateurs suggèrent que les articles gagneraient à évaluer le rapport coût-bénéfice des éventuelles recherches supplémentaires pour une utilisation plus judicieuse des ressources de recherche.

## Exemple d'alternative à l'utilisation stéréotypée de l'expression.
Le graphique en forêt présenté en tête de cet article est tiré d'une revue systématique qui examine les essais cliniques menés quant à l'utilisation de corticostéroïdes pour accélérer le développement pulmonaire des fœtus lorsque les risques d'accouchement prématuré sont élevés. Bien que suffisamment de preuves aient été rassemblées pour démontrer l'efficacité de ce traitement dans la préservation de la vie des nourrissons à naître, il n'était pas largement connu et utilisé, et d'autres recherches ont été menées sur la même question. Cependant, une fois que la revue systématique a permis de mieux diffuser les preuves, ce traitement a été largement utilisé, contribuant ainsi à sauver des milliers de bébés prématurés de la mort due au syndrome de détresse respiratoire du nourrisson.
Cependant, quand le traitement a été déployé dans des pays aux revenus faibles et intermédiaires, les données les plus récentes ont révélé que davantage de nourrissons prématurés mouraient. On pense que cela est dû à un effet secondaire négatif du traitement qui induit une augmentation des risques d'infection. Bien que dans les pays à revenus élevés, cet effet secondaire ait peu d'impact sur le pronostic vital des bébés prématurés, ce n'est pas le cas dans les pays à revenus plus faibles, où les soins médicaux sont médiocres et où les mères sont souvent mal nourries. Par conséquent, une revue systématique ultérieure réalisée en 2017 a donc déclaré qu'il y avait "peu besoin" de recherches supplémentaires sur l'utilité du traitement dans les pays à revenu élevé, mais que des recherches supplémentaires étaient nécessaires sur le dosage optimal et sur la meilleure façon de traiter les personnes vivant dans les pays à faible revenu et les mères présentant un profil à risque .
Des recherches plus poussées ont confirmé que le traitement bénéficiait également aux bébés des pays à faible revenu. La version de décembre 2020 de la revue systématique autour de l'efficacité de ce traitement indiquait que « les preuves [que le traitement sauve la vie des bébés prématurés] sont solides, quel que soit niveau de ressources économiques du pays (élevé, moyen ou faible) ». Les recherches suivantes devraient se concentrer sur les «sous-groupes spécifiques peu étudiés tels que les grossesses multiples et les autres types de grossesses à haut risque, ainsi que sur l'évaluation du rapport coût-bénéfice dans les cas de prématurité très précoce ou très tardive».

## Dans la culture
Le constat selon lequel les articles de recherche se concluent toujours par la mention "davantage de recherches sont nécessaires" ou une formule similaire a été qualifié de "vieille blague" dans un éditorial épidémiologique datant de 1999.
La phrase « des recherches supplémentaires sont nécessaires » a été présenté comme une position que les politiciens devraient adopter lorsqu'ils se retrouvent face à des situations où le manque de preuves rassemblées rend les décisions mal avisées. Les invitations à effectuer de plus amples recherches sur des questions relatives aux décisions politiques peuvent conduire à des décisions plus éclairées. Cependant, cela peut aussi être utilisé comme un paravent pour masquer la mauvaise foi de certains acteurs. L'objectif est alors de retarder les décisions politiques en utilisant l'argument de l'ignorance des connaissances des résultats de recherches. Par exemple les fabricants de nicotine ont longtemps tenu cette position, ce qui était dans leur cas rémunératrice. Les décideurs politiques peuvent également ne pas être au courant des recherches existantes en raison d'une méthodologie de recherche insuffisante ou par simple paresse intellectuelle. Préférer utiliser sommairement Google au lieu d'effectuer des recherches dans les bases de données académiques peut leur être préjudiciable s'ils désirent s'informer au sujet des données les plus probantes dans un domaine donné.
La phrase « des recherches supplémentaires sont nécessaires » a été hissée au rang de dicton populaire qui se confirmerait dans toutes les situations de la vie, sauf dans les articles de recherche. Elle a même été imprimée sur des T-shirts. Le blog « Collectively Unknown » dans un article satirique a rapporté qu'un article de la revue Science avait conclu par « absolument aucune autre recherche n'est nécessaire, nulle part, jamais ".
Le webcomic xkcd a également utilisé l'expression « des recherches supplémentaires sont nécessaires » comme une forme d'autodérision et comme une punchline bathétique.